# Gardening (Kryptologie)
Als gardening (deutsch wörtlich: Das Gärtnern oder die Gartenarbeit), gelegentlich auch als Operation Garden, (nicht zu verwechseln mit der gleichnamigen Operation Garden als Teil der alliierten Luft-Boden-Operation Market Garden von 1944) wurde in der Kryptologie, insbesondere bei der Kryptanalyse der während des Zweiten Weltkriegs von den deutschen Militärs eingesetzten Rotor-Schlüsselmaschine Enigma, ein Verfahren bezeichnet, mit dem die deutsche Seite dazu verleitet werden sollte, Geheimtexte zu funken, für die die britischen Codebreakers im englischen Bletchley Park (B.P.) den dazugehörigen Klartext erraten konnten. Dieser diente ihnen als Crib für die abgefangenen Funksprüche und half ihnen bei der erfolgreichen Entzifferung der deutschen Maschine.

## Verfahren
Die Briten provozierten dazu bewusst Vorfälle, nur um die darauf prompt zu erwartenden deutschen Funksprüche mit bekanntem Inhalt und mit aktuellem Tagesschlüssel verschlüsselt zu erhalten. Der britische Codebreaker Rolf Noskwith aus Hut Eight von B.P. beschrieb sie folgendermaßen: „Die RAF warf an bestimmten Stellen in der Nordsee Minen ab, so daß die Minenwarnung der Deutschen uns als Crib diente. Die Stellen waren sorgfältig ausgewählt, um bestimmte Ziffern, wie insbesondere 0 und 5, [als Koordinaten] zu vermeiden, für die die Deutschen unterschiedliche Buchstaben benutzten.“ Die Briten konnten sich so, unter Vermeidung der Fallunterscheidungen für „NULL“ und „NUL“ sowie „FUENF“ und „FUNF“, die Arbeit etwas erleichtern. Außer im Fall „ZWEI“ und „ZWO“ gab es für die übrigen Ziffern nur eine Schreibweise. Auch entzifferte Botschaften von kleineren Marineeinheiten, wie Hafenschiffen, die nicht über die Enigma verfügten und stattdessen Handschlüsselverfahren (Werftschlüssel oder Reservehandverfahren) benutzten, dienten den Briten als Cribs beim Bruch der Enigma. Die Deutschen versendeten nämlich viele Funksprüche, wie Minenwarnungen, wortgleich sowohl als Enigma-Geheimtexte als auch mit den Handverfahren verschlüsselt. Die Briten waren dankbar für diese „Geheimtext-Geheimtext-Kompromisse“ und nannten sie Kisses.

## Begriffsursprung
Der Begriff gardening bedeutet ursprünglich „Gartenbau“ oder „Gärtnern“. Er wurde dann von den Piloten der Royal Air Force als Jargonbezeichnung für das Abwerfen von Seeminen in Flüsse, Häfen oder Seegebiete aus geringer Flughöhe übernommen. Ein Grund für diese Begriffswahl war möglicherweise auch, dass die Briten den Seegebieten um die europäischen Küsten Decknamen nach diversen Blumennamen und Gemüsesorten gegeben hatten. Die Kryptoanalytiker von B.P. benutzen schließlich diese griffige Bezeichnung auch für ihre Entzifferungsmethode, die auf der „Gartenarbeit“ der RAF basierte.